# Australische Cricket-Nationalmannschaft in den West Indies in der Saison 1983/84
Die Tour der australischen Cricket-Nationalmannschaft auf die West Indies in der Saison 1983/84 fand vom 2. März bis zum 2. Mai 1984 statt. Die internationale Cricket-Tour war Bestandteil der Internationalen Cricket-Saison 1983/84 und umfasste fünf Tests und vier ODIs. Die West Indies gewannen die Test-Serie 3–0 und die ODI-Serie 3–1.

## Vorgeschichte
Beide Mannschaften spielten zuvor bei einem Drei-Nationen-Turnier in Australien.
Das letzte Aufeinandertreffen der beiden Mannschaften bei einer Tour fand in der Saison 1981/82 in Australien statt.

## Stadien
Die folgenden Stadien wurden für die Tour als Austragungsort vorgesehen.
| Stadt         | Land                | Stadion                   | Kapazität | Spiele          |
| ------------- | ------------------- | ------------------------- | --------- | --------------- |
| Albion        | Guyana              | Albion Sports Complex     | 15.000    | 1. ODI          |
| Bridgetown    | Barbados            | Kensington Oval           | 11.000    | 3. Test         |
| Castries      | St. Lucia           | Mindoo Phillip Park       | 5.000     | 3. ODI          |
| Georgetown    | Guyana              | Bourda Cricket Ground     | 25.000    | 1. Test         |
| Kingston      | Jamaika             | Sabina Park               | 20.000    | 5. Test; 4. ODI |
| Port of Spain | Trinidad und Tobago | Queen’s Park Oval         | 25.000    | 2. Test; 2. ODI |
| St. John’s    | Antigua und Barbuda | Antigua Recreation Ground | 12.000    | 4. Test         |

## Kaderlisten
Die folgenden Kader wurden vor der Tour bekanntgegeben.
| Test | Test | ODI | ODI |
| West Indies | Australien | West Indies | Australien |
| --- | --- | --- | --- |
| - Eldine Baptiste - Wayne Daniel - Winston Davis - Jeff Dujon - Joel Garner - Larry Gomes - Gordon Greenidge - Roger Harper - Desmond Haynes - Michael Holding - Clive Lloyd - Gus Logie - Malcolm Marshall - Viv Richards - Richie Richardson - Milton Small | - Terry Alderman - Allan Border - Tom Hogan - Rodney Hogg - David Hookes - Merv Hughes - Dean Jones - Geoff Lawson - John Maguire - Greg Matthews - Wayne Phillips - Carl Rackemann - Greg Ritchie - Steve Smith - Kepler Wessels - Graeme Wood - Roger Woolley | - Eldine Baptiste - Wayne Daniel - Winston Davis - Jeff Dujon - Joel Garner - Larry Gomes - Gordon Greenidge - Roger Harper - Desmond Haynes - Michael Holding - Clive Lloyd - Gus Logie - Malcolm Marshall - Thelston Payne - Viv Richards - Richie Richardson - Milton Small | - Terry Alderman - Allan Border - Tom Hogan - Rodney Hogg - David Hookes - Merv Hughes - Dean Jones - Geoff Lawson - John Maguire - Greg Matthews - Wayne Phillips - Carl Rackemann - Greg Ritchie - Steve Smith - Kepler Wessels |

## Tour Matches
| 18. – 21. Februar Scorecard | Basseterre | Australians 429-7d (97) & 250-7d (82) | – | Leeward Islands 305 (88) & 170 (50.4) |
|                             |            | Australians gewinnt mit 204 Runs      |   |                                       |

| 24. – 27. Februar Scorecard | Georgetown (BS) | Australians 467-6d (118) & 276-5d (89) | – | Guyana 417-8d (104) & 260-8 (76) |
|                             |                 | Remis                                  |   |                                  |

| 9. – 12. März Scorecard | Pointe-à-Pierre | Trinidad und Tobago 336 (91.2) & 222 (70.1) | – | Australians 370 (100.2) & 56-1 (24) |
|                         |                 | Remis                                       |   |                                     |

| 24. – 27. März Scorecard | Bridgetown | Australians 332-6d (84) & 356-4d (87) | – | Barbados 302 (90.3) & 233-5 (62) |
|                          |            | Remis                                 |   |                                  |

| 14. – 17. April | Castries | Australians 362 (90.2) & 344-6d (89) | – | Windward Islands 337 (79.1) & 190-3 (55.4) |
|                 |          | Remis                                |   |                                            |

| 21. – 24. April Scorecard | Montego Bay | Australians | – | Jamaika |
|                           |             | Abgesagt    |   |         |

| 23. April Scorecard | Montego Bay | Australians 171-1 (33/45) | – | Jamaika |
|                     |             | No Result                 |   |         |

| 24. April Scorecard | Montego Bay | Jamaika  | – | Australians |
|                     |             | Abgesagt |   |             |

## One-Day Internationals

### Erstes ODI in Albion
| 29. Februar Scorecard | Albion | Australien 231-5 (50)             | – | West Indies 233-2 (48) |
|                       |        | West Indies gewinnt mit 8 Wickets |   |                        |

### Zweites ODI in Port of Spain
| 14. März Scorecard | Port of Spain | West Indies 190-6 (37/37)        | – | Australien 194-6 (36.4/37) |
|                    |               | Australien gewinnt mit 4 Wickets |   |                            |

### Drittes ODI in Castries
| 19. April Scorecard | Castries | Australien 206-9 (45/45)          | – | West Indies 208-3 (41.4/45) |
|                     |          | West Indies gewinnt mit 7 Wickets |   |                             |

### Viertes ODI in Kingston
| 26. April Scorecard | Kingston | Australien 209-7 (50)             | – | West Indies 211-1 (47.4) |
|                     |          | West Indies gewinnt mit 9 Wickets |   |                          |

## Tests

### Erster Test in Georgetown
| 2. – 7. März Scorecard | Georgetown (BS) | Australien 279 (102.2) & 273-9d (97) | – | West Indies 230 (78.4) & 250-0 (61) |
|                        |                 | Remis                                |   |                                     |

### Zweiter Test in Port of Spain
| 16. – 21. März Scorecard | Port of Spain | Australien 255 (92.1) & 299-8 (112.1) | – | West Indies 468-9d (126) |
|                          |               | Remis                                 |   |                          |

### Dritter Test in Bridgetown
| 30. März – 4. April Scorecard | Bridgetown | Australien 429 (149.5) & 97 (43.5) | – | West Indies 509 (145.4) & 21-0 (3.4) |
|                               |            | West Indies gewinnt mit 10 Wickets |   |                                      |

### Vierter Test in St. John’s
| 7. – 11. April Scorecard | St. John’s | Australien 262 (96.5) & 200 (65.5)                | – | West Indies 498 (145.4) |
|                          |            | West Indies gewinnt mit einem innings und 26 Runs |   |                         |

### Fünfter Test in Kingston
| 28. April – 2. Mai Scorecard | Kingston | Australien 199 (78) & 160 (67.4)   | – | West Indies 305 (94.4) & 55-0 (11.2) |
|                              |          | West Indies gewinnt mit 10 Wickets |   |                                      |